# Грязовец — Выборг
«Грязовец — Выборг» — российский газопровод, построенный для подачи газа на исходную точку трубопровода «Северный поток» и снабжения завода по сжижению природного газа «Криогаз-Высоцк».
Реализация стратегии России по избавлению зависимости от Украины в вопросе транзита газа в страны Европы способствовала строительству трубопровода «Северный поток», по которому газ транспортируется по дну Балтийского моря напрямую в Германию. Исходной точкой был выбран Выборг, куда нужно было подать газ в объёмах до 55 млрд м3.
Начальная точка газопровода в районе города Грязовец в газотранспортном коридоре Ухта-Торжок обеспечивает доступ как к запасам полуострова Ямал через трубопровод «Бованенково — Ухта», так и к другим месторождениям на севере Тюменской области через 3-ю и 4-ю нитки «Сияние Севера», а также «СРТО-Торжок». Подключение к этому коридору происходит возле компрессорной станции Новогрязовецкая, конечной точкой является компрессорная станция «Портовая» в бухте Портовая на побережье Финского залива. Протяжённость трубопровода — 917 км. Пролегает по территории Вологодской и Ленинградской областей.
Для газопровода выбран диаметр труб 1420 мм, рабочее давление — 9,8 МПа, что при наличии двух нитей обеспечивает нужную годовую мощность. Сварка линейной части началась в 2005 году. Ввод объекта в действие синхронизировали с запуском «Северного потока» в 2011—2012 годах.